# Pavonini
Pavonini — триба куроподібних птахів родини фазанових (Phasianidae). Поширена у тропічній Азії з одним видом в Африці. Цей таксон був підтверджений філогенетичним аналізом куроподібних у 2021 році та прийнятий Міжнародним орнітологічним конгресом. Назва триби прийнята в «Повному контрольному списку птахів світу Говарда і Мура».

## Класифікація
Включає 6 видів у чотирьох родах:
- Чубатий аргус (Rheinardia) Maingonnat, 1882 — 2 види;
- Аргус (Argusianus) Rafinesque, 1815 — 1 вид;
- Африканський павич (Afropavo) Chapin, 1936 — 1 вид;
- Павич (Pavo) Linnaeus, 1758 — 2 види.